# Anton Velleman

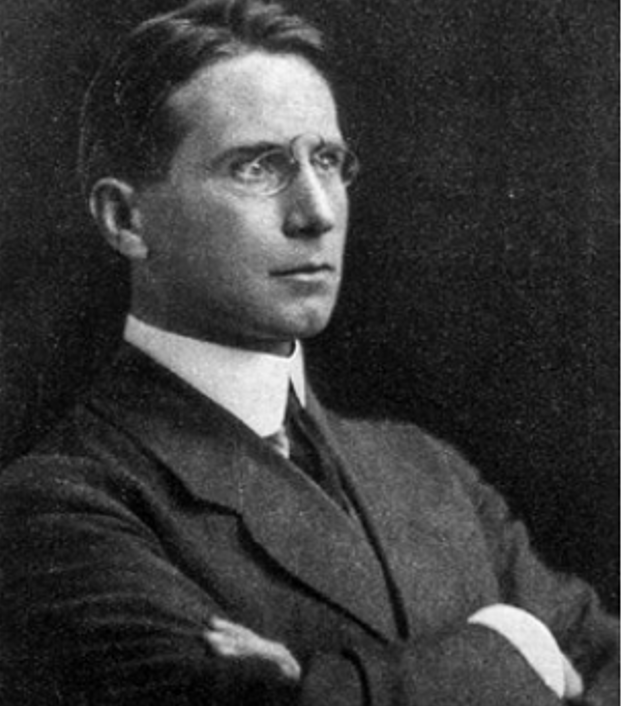
Anton Velleman (1914)

Anton Velleman (* 15. Mai 1875 in Wien; † 16. Februar 1962 in Genf) war ein Schweizer Romanist, Dolmetscher, Grammatiker und Lexikograf.

## Leben und Werk
Anton (auch: Antoine) Velleman, der flämischer und Kölner Herkunft war, studierte Volkswirtschaft und Sprachen in London, Bonn, Wien, Halle, Madrid und Zürich. An der Universität Halle-Wittenberg wurde er 1898 mit einer volkswirtschaftlichen Dissertation promoviert. Von 1904 bis 1917 war er Rektor des neu eröffneten Lyceum Alpinum Zuoz im Oberengadin, ab 1931 ausserordentlicher Professor für rätoromanische Sprache und Literatur an der Universität Genf, ab 1937 ebenda Professor für Hispanistik. Von 1941 bis 1951 war er Gründungsdirektor der Dolmetscherschule Genf, später: École de traduction et d’interprétation (ETI), heute: Fakultät für Übersetzen und Dolmetschen der Universität Genf. Von März bis Juli 1952 war er der erste Direktor des Sprachen- und Dolmetscher-Instituts München.
Velleman war von 1919 an als Dolmetscher bei internationalen Konferenzen tätig, beim Völkerbund, beim Internationalen Gerichtshof, bei der Internationalen Handelskammer in Paris, dem Internationalen Landwirtschaftsinstitut in Rom, dem Internationalen Institut für Statistik in Den Haag, dem Internationalen Bündnis für Zusammenarbeit, der Internationalen Union für Fernmeldewesen, der Bank für Internationalen Zahlungsverkehr sowie den Konferenzen über Abrüstung (1932) und Reparationszahlungen (1933). Nach dem Zweiten Weltkrieg war er u. a. Generalsekretär der Kommission für die Volksabstimmung im Saarland sowie Dolmetscher bei der UNO in Lake Success und Flushing Meadow.
Velleman publizierte (unter Mitwirkung von Clementina Gilly) eine umfangreiche Grammatik der oberengadinischen Sprache sowie ein 10'000 Einträge umfassendes dreisprachiges Wörterbuch Oberengadinisch-Deutsch-Englisch.
Velleman war verheiratet mit der Übersetzerin Ethel Ireland, Schwester des Komponisten John Ireland. Die Ehe wurde während des Ersten Weltkriegs geschieden. Velleman war seit 1912 Ehrenbürger der Stadt Zuoz.

## Werke
- Der Luxus in seinen Beziehungen zur Sozial-Ökonomie. I. Teil: Die Theorie der Luxuskonsumtion. II. Teil: Die volkswirtschaftspolitische und finanzielle Behandlung der Luxuskonsumtion. In: Zeitschrift für die gesamte Staatswissenschaft/Journal of Institutional and Theoretical Economics. 55, 1899, S. 1 bis 56; 56, 1900, S. 498 bis 549.
- Alchünas remarchas davart l’ortographia e la grammatica della lingua ladina. Engadin Press, Samedan 1912.
- Frammaint della Grammatica Ladina publichô specielmaing pels cuors academics da vacanzas del 1913. Orell Füssli, Zürich 1913–1915.
  - 1. Il substantiv e l’artichel nella lingua ladina d’Engiadin’Ota. 1913.
  - 2. L’aggetiv e il pronom nella lingua ladina d’Engiadin’Ota. 1915.
- Grammatica teoretica, pratica ed istorica della lingua Ladina d’Engadin’Ota. 2 Bde. Orell Füssli, Zürich 1915–1924.
- Ladinisches Notwörterbuch mit deutscher, französischer und englischer Übersetzung und zahlreichen topographischen und demographischen Angaben. Dicziunari scurznieu de la Lingua Ladina pustüt d’Engiadin’Ota cun traducziun tudais-cha, francesa ed inglaisa e numerusas indicaziuns topograficas e demograficas. Engadin Press, Samaden 1929.
- (Hrsg.) Alphonse de Lamartine: Christophe Colomb. Genf 1942.